# أمير خان (ملاكم)
أمير خان (بالإنجليزية: Amir Khan) هو ملاكم بريطاني محترف من أصل باكستاني (ولد في 8 ديسمبر 1986) وهو بطل العالم مرتين،
في عام 2009 أصبح أمير خان بطل العالم في الوزن الخفيف وبذلك اللقب تمكن أمير من الحصول عليه بعد أن أستطاع أن يهزم الملاكم الأوكراني «أندري كوتولينك» وذلك كان على حلبة على ارض مدينة مانشيستر.
وبحلول عام 2003 استطاع الملك (كما يحلوا لعشاقه) أن يفوز بتكريمات كونه أفضل
ملاكم هاو، كما فاز بالميدالية الذهبية في أولمبياد الناشئين في الولايات المتحدة الأمريكية.
في عام 2004 كان أمير خان لم يبلغ 18 عاما وأراد أن ينضم إلى
أولمبياد «اثينا» وقام بتقديم طلب رسمي إلى اللجنة الأولمبية
البريطانية في طلب استثنائي وبالفعل نجح في أن يقنع اللجنة
واستطاع أن ينضم إلى أولمبياد «أثينا» برغم صغر سنه، وكانت له
قوة خارقة فاستطاع أن ينتصر على كل الملاكمين ويقهرهم ولكن
لم يكتمل نجاح "الملك خان لأنه في المباراة النهائية لم يستطع
أن يهزم الملاكم الكوبي ماريو كنيد ونال الميدالية الفضية.

## أمير خان ونبذ التطرف
يعرف أمير بسعيه لنبذ التطرف في بريطانياوقد طالب في حديث له مع صحيفة «الأوبلزيرفر» المجتمع المسلم ببذل المزيد لمواجهة «التطرف» وطالب بالمزيد من الادانات العلنية لتنظيم الدولة الاسلامية (داعش) وحذر من أن إحجام المسلمين عن ذلك سيضعهم في خانة الاتهام.
وأرجع خان -في حديث له مع الصحيفة- أسباب ذهاب الشباب للقتال مع تنظيم الدولة إلى تعرضهم لعملية «غسيل دماغ». ودعا المسلمين وقادتهم إلى الذهاب إلى المدارس وإقناع الشباب بأن هناك طرقا إيجابية كثيرة لتمثيل بلادهم، مؤكدا أنه «لا دين ولا شرع يبرر قتل الأبرياء».
وخصص خان جانبا من حديثه للأوبزيرفر للرد على «حزب الاستقلال» اليميني المشكك دوما في المهاجرين والمسلمين تحديدا، واعتبر أنه «أكثر وطنية وبريطانية من أعضاء ذلك الحزب لإسهامه في رفع اسم بريطانيا عاليا في المحافل الدولية».
واعتبر خان أن الإسلام جزء من هويته، واستحضر ذهابه للحج وكيف يتساوى الناس هناك ويلبسون لباسا واحدا ويؤدون الشعائر ذاتها جنبا إلى جنب، كما أوضح مفتخرا أنه يلتزم بتعاليم الدين الإسلامي فهو لا يشرب الكحول ولا يدخن.

## وصلات خارجية
- عامر خان على موقع IMDb (الإنجليزية)
- عامر خان على موقع قاعدة بيانات الفيلم (الإنجليزية)
- عامر خان على موقع بوكس ريك (الإنجليزية) (registration required)
- عامر خان على موقع اللجنة الأولمبية الدولية (الإنجليزية)
- عامر خان على موقع أوليمبيديا (الإنجليزية)
- عامر خان على موقع اللجنة الأولمبية البريطانية (الإنجليزية)